# Monti del Togo
I monti del Togo o monti Togo sono una catena di modesti rilievi che sorgono al centro dello Stato dell'Africa Occidentale del Togo; parte della catena è a cavallo del confine tra il Togo e il Ghana e tra il Togo e il Benin. La vetta più alta è il Pic Baumann o Mont Agou con i suoi 986 metri d'altezza. I monti sono poco più che colline ma grazie alle grandi precipitazioni vi nascono numerosi corsi d'acqua. In Ghana la catena è nota come colline Akwapim o Amugatsa, e nel Benin come monti Atakora.

## Vette più importanti
- Pic Baumann o Monte Agou, Togo, 986 metri;
- Colline Amugatsa o Akwapim, Ghana/Togo:
  - Monte Afadjato o Afadjoto, Ghana, 885 metri;
- Monti Atakora:Paesaggio visto dalla catena dell'Atakora.

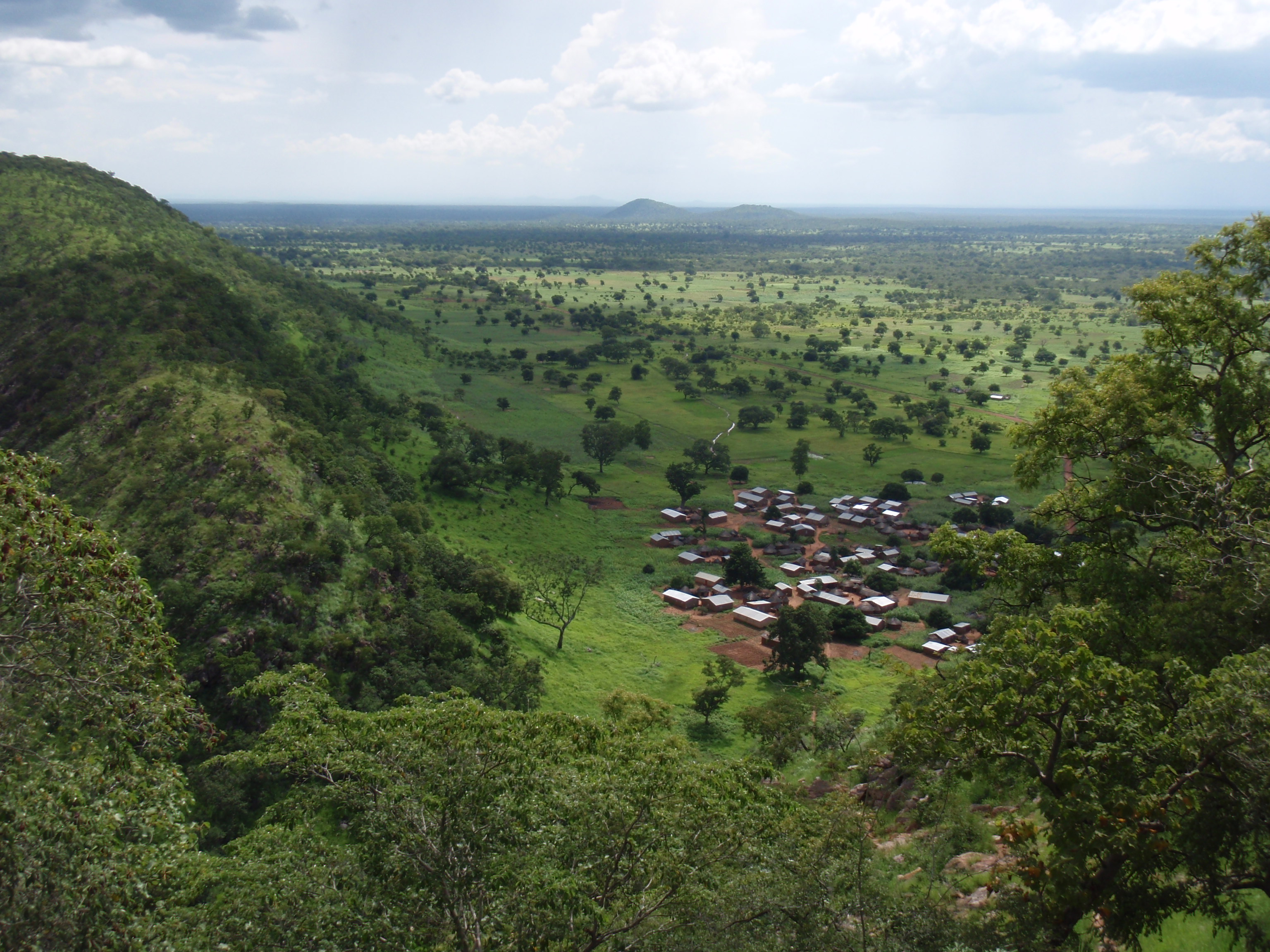
Paesaggio visto dalla catena dell'Atakora.

  - Monte Sokbaro, Benin/Togo, 658 metri;
  - Monte Tanekas, Benin, circa 500/600 metri.